# Wereldtentoonstelling van 1939 (San Francisco)
De Golden Gate International Exposition was een wereldtentoonstelling die in 1939 en 1940 werd gehouden in San Francisco ter gelegenheid van de twee kort daarvoor geopende bruggen, de San Francisco-Oakland Bay Bridge uit 1936 en de Golden Gate Bridge uit 1937. De tentoonstelling liep oorspronkelijk van 18 februari 1939 tot 29 oktober 1939. Tussen 25 mei 1940 en 29 september 1940 was de tentoonstelling nogmaals open voor het publiek. Deze tentoonstelling is niet door het Bureau International des Expositions als wereldtentoonstelling erkend.

## Treasure Island
De tentoonstelling werd gehouden op een kunstmatig eiland, Treasure Island, dat vlak tegen de noordrand van het Yerba Buena-eiland was aangelegd. Yerba Buena ligt midden in de baai van San Francisco en wordt gebruikt als schakel tussen de westelijke en oostelijke overspanning van de San Francisco Oakland Bridge. Het werd aangelegd door de federale regering met de bedoeling het te gebruiken als basis voor de vliegboten, waaronder de China Clipper, van Pan Am op de routes over de stille oceaan. Door het uitbreken van de Tweede Wereldoorlog werd Treasure Island in 1941 echter in gebruik genomen als marinebasis wat het tot 1997 bleef.

## Pageant of the Pacific
Het thema van de tentoonstelling was "Pageant of the Pacific" (processie van de Stille Oceaan) omdat het voornamelijk goederen tentoonstelde die afkomstig waren uit de landen rond de Stille Oceaan. Het thema werd gesymbolisseerd met de "Tower of the Sun" en een 25 meter hoog beeld van Pacifica de godin van de Stille Oceaan.

As the boundaries of human intercourse are widened by giant strides of trade and travel, it is of vital import that the bonds of human understanding be maintained, enlarged and strengthened rapidly. Unity of the Pacific nations is America's concern and responsibility; their onward progress deserves now a recognition that will be a stimulus as well.

Washington is remote from the Pacific. San Francisco stands at the doorway to the sea that roars upon the shores of all these nations, and so to the Golden Gate International Exposition I gladly entrust a solemn duty. May this, America's World's Fair on the Pacific in 1939, truly serve all nations in symbolizing their destinies, one with every other, through the ages to come.

 - De openingstoespraak van President Franklin D. Roosevelt, via de radio.
San Franciscos binnenstad vereniging zette de 49-Mile Scenic Drive route uit door de stad om de stad en de tentoonstelling aan te prijzen. De route begon bij het raadhuis en eindigde op Treasure Island na een rit dwars door de verschillende wijken van de "City by the Bay."

## Valley Flyer
De Atchison, Topeka and Santa Fe Railway opende een speciale treindienst genaamd Valley Flyer, om reizigers tijdens de tentoonstelling tussen Bakersfield en Oakland te vervoeren. De Chicago, Burlington, and Quincy Railroad, Denver and Rio Grande Western Railroad, en de Western Pacific Railroad stelden gezamenlijk de Exposition Flyer in dienst tussen Chicago en Oakland. De naam van de trein verwees naar de Golden Gate International Exposition.